# Бихејвиорална процена
Бихевиорална процена је психосоцијална процена понашања. У теорији социјалног учења и бихевиоралној терапији, покушај да се успоставе антецедентни стимуланси и последице које су обликовале или одржавале дато понашање или шири репертоар понашања. Психолошко порекло понашања тражи се у догађајима у окружењу, а не у менталним процесима. Понашање је описано као димензија која се може квалификовати са „колико често и колико дуго”.